# 迪尔帕克 (佛罗里达州)
迪尔帕克（英語：Deer Park）是位於美國佛羅里達州奧西歐拉縣的一個非建制地區。該地的面積和人口皆未知。

## 地理
迪尔帕克的座標為28°05′28″N 80°53′53″W / 28.09111°N 80.89806°W，而該地的平均海拔高度為13米（即43英尺）。